# Nuoto ai campionati mondiali di nuoto 2022 - 200 metri stile libero femminili
La gara di nuoto dei 200 metri stile libero femminili dei campionati mondiali di nuoto 2022 è stata disputata il 20 e 21 giugno 2022 presso la Duna Aréna di Budapest. Vi hanno preso parte 39 atlete provenienti da 33 nazioni.
La competizione è stata vinta dalla nuotatrice cinese Yang Junxuan, mentre l'argento e il bronzo sono andati rispettivamente all'australiana Mollie O'Callaghan e all'altra cinese Tang Muhan.

## Podio
| Posizione | Atleta             | Nazionalità |
| --------- | ------------------ | ----------- |
| Oro       | Yang Junxuan       | Cina        |
| Argento   | Mollie O'Callaghan | Australia   |
| Bronzo    | Tang Muhan         | Cina        |

## Programma
| Data           | Ora (UTC+2) | Turno      |
| -------------- | ----------- | ---------- |
| 20 giugno 2022 | 09:16       | Batterie   |
| 20 giugno 2022 | 19:15       | Semifinali |
| 21 giugno 2022 | 18:17       | Finale     |

## Record
Prima della competizione il record del mondo e il record dei campionati erano i seguenti:
| Record mondiale       | 1'52"98 | Federica Pellegrini Italia | 29 luglio 2009 Roma, Italia |
| Record dei campionati | 1'52"98 | Federica Pellegrini Italia | 29 luglio 2009 Roma, Italia |

Nel corso della competizione non sono stati migliorati.

## Risultati

### Batterie
| Pos. | Batteria | Corsia | Atleta                   | Nazionalità             | Tempo   | Note |
| ---- | -------- | ------ | ------------------------ | ----------------------- | ------- | ---- |
| 1    | 3        | 4      | Yang Junxuan             | Cina                    | 1'56"58 | Q    |
| 2    | 3        | 5      | Madison Wilson           | Australia               | 1'56"85 | Q    |
| 3    | 3        | 6      | Leah Smith               | Stati Uniti             | 1'57"22 | Q    |
| 3    | 5        | 5      | Penny Oleksiak           | Canada                  | 1'57"22 | Q    |
| 5    | 4        | 5      | Mollie O'Callaghan       | Australia               | 1'57"28 | Q    |
| 6    | 5        | 3      | Freya Anderson           | Gran Bretagna           | 1'57"53 | Q    |
| 7    | 4        | 1      | Janja Šegel              | Slovenia                | 1'57"71 | Q    |
| 8    | 4        | 2      | Stephanie Balduccini     | Brasile                 | 1'57"81 | Q    |
| 9    | 3        | 3      | Isabel Marie Gose        | Germania                | 1'57"94 | Q    |
| 10   | 4        | 3      | Charlotte Bonnet         | Francia                 | 1'58"14 | Q    |
| 11   | 4        | 6      | Erika Fairweather        | Nuova Zelanda           | 1'58"26 | Q    |
| 12   | 4        | 4      | Tang Muhan               | Cina                    | 1'58"28 | Q    |
| 13   | 5        | 1      | Marrit Steenbergen       | Paesi Bassi             | 1'58"33 | Q    |
| 14   | 5        | 2      | Taylor Ruck              | Canada                  | 1'58"41 | Q    |
| 15   | 5        | 6      | Claire Weinstein         | Stati Uniti             | 1'58"76 | Q    |
| 16   | 3        | 2      | Katja Fain               | Slovenia                | 1'58"84 | Q    |
| 17   | 3        | 7      | Valentine Dumont         | Belgio                  | 1'58"86 |      |
| 18   | 4        | 7      | Nikolett Pádár           | Ungheria                | 1'58"90 |      |
| 19   | 5        | 7      | Freya Colbert            | Gran Bretagna           | 1'59"48 |      |
| 20   | 4        | 8      | Snæfríður Jórunnardóttir | Islanda                 | 2'00"61 |      |
| 21   | 3        | 1      | Marlene Kahler           | Austria                 | 2'00"75 |      |
| 22   | 3        | 8      | Elisbet Gámez            | Cuba                    | 2'00"86 |      |
| 23   | 5        | 8      | Daria Golovaty           | Israele                 | 2'01"01 |      |
| 24   | 2        | 5      | Karen Durango            | Colombia                | 2'01"61 |      |
| 25   | 4        | 9      | Ieva Maļuka              | Lettonia                | 2'02"43 |      |
| 26   | 3        | 0      | Jung Hyun-young          | Corea del Sud           | 2'02"64 |      |
| 27   | 5        | 9      | Sofia Åstedt             | Svezia                  | 2'03"22 |      |
| 28   | 5        | 0      | Aleksa Gold              | Estonia                 | 2'03"46 |      |
| 29   | 3        | 9      | Zhanet Angelova          | Bulgaria                | 2'05"88 |      |
| 30   | 2        | 3      | Lucero Mejía             | Guatemala               | 2'06"78 |      |
| 31   | 2        | 4      | Kamonchanok Kwanmuang    | Thailandia              | 2'07"20 |      |
| 32   | 2        | 6      | Jehanara Nabi            | Pakistan                | 2'11"13 |      |
| 33   | 2        | 2      | Natalia Kuipers          | Isole Vergini Americane | 2'12"20 |      |
| 34   | 2        | 7      | Bianca Mitchell          | Antigua e Barbuda       | 2'13"84 |      |
| 35   | 1        | 5      | Tilly Collymore          | Grenada                 | 2'15"68 |      |
| 36   | 2        | 1      | Therese Soukup           | Seychelles              | 2'16"23 |      |
| 37   | 2        | 8      | Zaira Forson             | Ghana                   | 2'20"83 |      |
| 38   | 1        | 4      | Charissa Panuve          | Tonga                   | 2'22"93 |      |
| 39   | 1        | 3      | Keana Santos             | Guam                    | 2'30"08 |      |
| -    | 4        | 0      | Gan Ching Hwee           | Singapore               | -       | dns  |
| -    | 5        | 4      | Siobhán Haughey          | Hong Kong               | -       | dns  |

### Semifinali
| Pos. | Semifinale | Corsia | Atleta               | Nazionalità   | Tempo   | Note |
| ---- | ---------- | ------ | -------------------- | ------------- | ------- | ---- |
| 1    | 1          | 3      | Freya Anderson       | Gran Bretagna | 1'56"05 | Q    |
| 2    | 1          | 4      | Madison Wilson       | Australia     | 1'56"31 | Q    |
| 3    | 2          | 3      | Mollie O'Callaghan   | Australia     | 1'56"34 | Q    |
| 4    | 1          | 2      | Charlotte Bonnet     | Francia       | 1'56"54 | Q    |
| 5    | 2          | 4      | Yang Junxuan         | Cina          | 1'56"75 | Q    |
| 6    | 1          | 1      | Taylor Ruck          | Canada        | 1'56"80 | Q    |
| 7    | 2          | 2      | Isabel Marie Gose    | Germania      | 1'56"82 | Q    |
| 8    | 1          | 7      | Tang Muhan           | Cina          | 1'56"87 | Q    |
| 9    | 2          | 5      | Leah Smith           | Stati Uniti   | 1'56"90 |      |
| 10   | 2          | 8      | Claire Weinstein     | Stati Uniti   | 1'56"94 |      |
| 11   | 2          | 7      | Erika Fairweather    | Nuova Zelanda | 1'57"43 |      |
| 12   | 1          | 6      | Stephanie Balduccini | Brasile       | 1'57"54 |      |
| 13   | 1          | 8      | Katja Fain           | Slovenia      | 1'58"00 |      |
| 14   | 2          | 6      | Janja Šegel          | Slovenia      | 1'58"10 |      |
| 15   | 2          | 1      | Marrit Steenbergen   | Paesi Bassi   | 1'58"93 |      |
| -    | 1          | 5      | Penny Oleksiak       | Canada        | -       | dq   |

### Finale
| Pos.    | Corsia | Atleta             | Nazionalità   | Tempo   | Note |
| ------- | ------ | ------------------ | ------------- | ------- | ---- |
| Oro     | 2      | Yang Junxuan       | Cina          | 1'54"92 |      |
| Argento | 3      | Mollie O'Callaghan | Australia     | 1'55"22 |      |
| Bronzo  | 8      | Tang Muhan         | Cina          | 1'56"25 |      |
| 4       | 4      | Freya Anderson     | Gran Bretagna | 1'56"68 |      |
| 5       | 5      | Madison Wilson     | Australia     | 1'56"85 |      |
| 6       | 6      | Charlotte Bonnet   | Francia       | 1'57"24 |      |
| 6       | 7      | Taylor Ruck        | Canada        | 1'57"24 |      |
| 8       | 1      | Isabel Marie Gose  | Germania      | 1'57"38 |      |